# Старо еврейско гробище в Прага
Старото еврейско гробище в Прага (на чешки: Starý židovský hřbitov; на немски: Alter Jüdischer Friedhof) се намира в район „Йосифов“, Прага.
Това еврейско гробище функционира от 1439 до 1786 г. Предишното еврейско гробище се намира в днешния квартал Ново место, където Карл IV решава да установи резиденцията на императорите на Свещената Римска империя (дотогава не са имали постоянна резиденция). Започва да се изгражда през 1348 г. Впоследствие Ново место е съединено с Старо место и образуват съвременна Прага. По-старото еврейско гробище се казва Жидовска градска градина (Židovská zahrada, на немски: Judengarten).
В старото еврейско гробище почиват останките на много видни фигури на местната еврейска общност в Прага, като Юда Льов Бен Бецалел, по-известен само като равин Юда Льов (поч. 1609 г.), Мордехай Майсел (поч. 1601 г.), Давид Ганс (поч. 1613 г.), Давид Опенхайм (поч. 1736 г.)
От 1786 г., в навечерието на френската революция, старото еврейско гробище не приема нови погребения. Местната еврейска общност започва да използва за погребения гробището в Прага-Жижков (в подножието на днешната телевизионна кула Жижков), което действа от 1680 до 1890 г. От 1891 г. еврейската общност използва част от гробището в Олшани в Прага.
Още по-старо еврейско гробище има между улиците „Юнгман“ и „Цюрих“. В него са извършвани погребения в периода от 1254 до най-късно 1478 г., когато пространството е предназначено за строителен парцел. Преди него е имало най-старо еврейско гробище на територията на днешната чешка столица Прага.
На това гробище е озаглавен историческият роман „Пражкото гробище“ на Умберто Еко.